# Alexandre Grigorievitch Stroganov
Pour l’article homonyme, voir Alexandre Grigorievitch Stroganov (1698-1754).
Le comte Alexandre Grigorievitch Stroganov, en russe :  Граф Александр Григорьевич Строганов né le 31 décembre 1795 à Saint-Pétersbourg, décédé en 1891 à Odessa est un aristocrate russe qui fut grand serviteur de l'État.
Homme politique russe, il fut gouverneur de Kharkov et de Poltava de 1836 à 1839, gouverneur général de Saint-Pétersbourg en 1854, gouverneur de Nouvelle-Russie de 1855 à 1863, ministre de l'Intérieur de la Russie impériale du 1839 à 1841, membre du Conseil d'État (1849), citoyen d'honneur de la ville d'Odessa.

## Famille

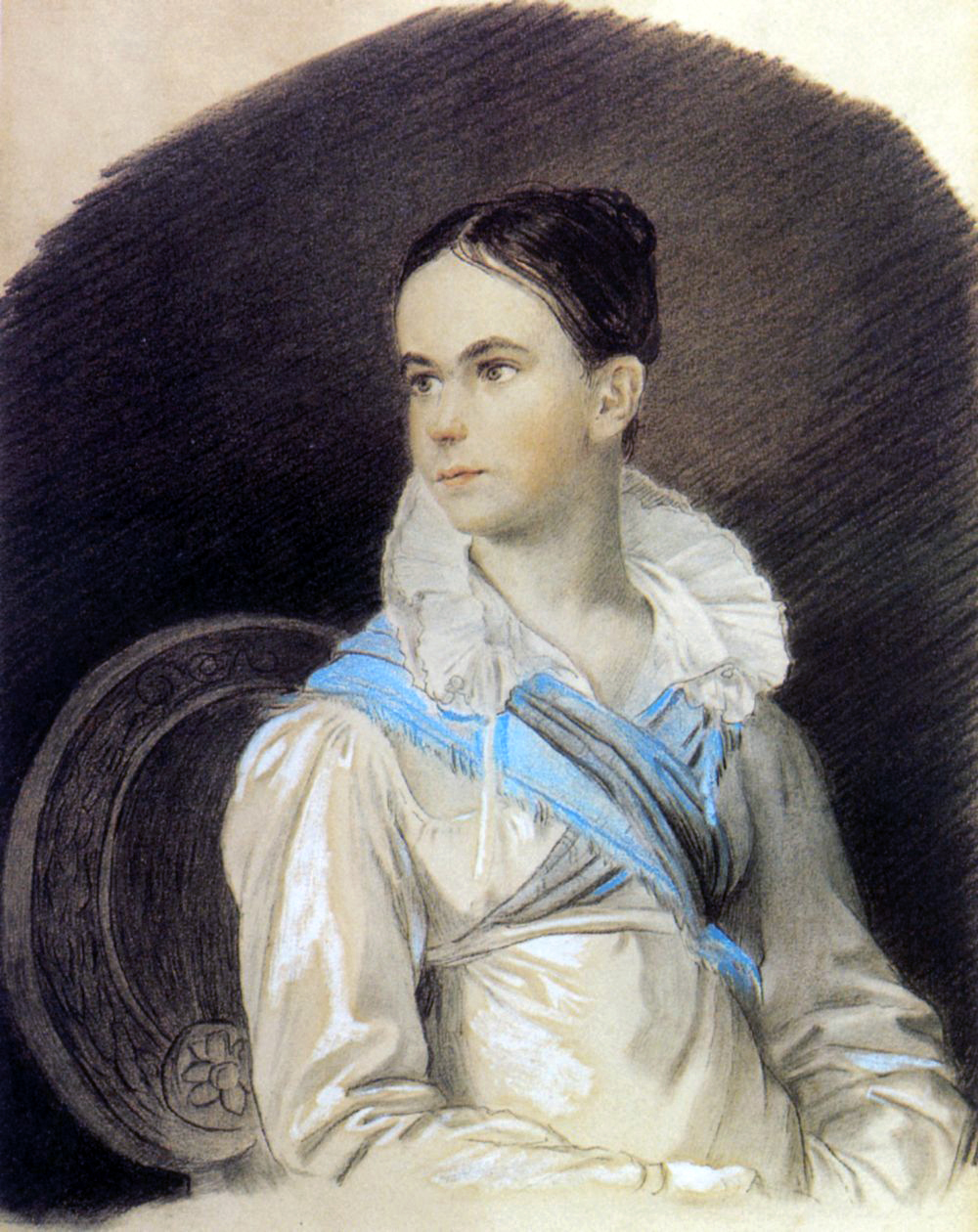
La comtesse Natalia Viktorovna Kotchoubeï (1800-1854), épouse du comte Alexandre Grigorivitch Stroganov, œuvre du peintre Orest Adamovitch Kiprensky (1782-1836)

Fils du comte Grigori Alexandrovitch Stroganov et de la princesse Maria Sergueïevna Troubetskaïa.
En 1820, il se marie avec la princesse Natalia Viktorovna Kotchoubeï (1800-1854), fille du ministre de l'Intérieur Viktor Pavlovitch Kotchoubeï et de Maria Vassilievna Vassiltchikova.
De cette union naquirent six enfants :
- Mariamna Alexandrovna Stroganova : (1822-1839)
- Grigori Alexandrovitch Stroganov : (1824-1878), il épousa morganatiquement la grande-duchesse Maria Nikolaïevna de Russie (fille de Nicolas Ier de Russie)
- Natalia Alexandrovna Stroganova : (1829-1853), elle épousa le prince Galitzine (ru).
- Viktor Alexandrovitch Stroganov : (1831-1856), officier dans un régiment de cavalerie de la Garde impériale, il épousa Iekaterina Nikolaïevna Voeïkova.
- Sergueï Alexandrovitch Stroganov : (1834-1842).
- Pavel Alexandrovitch Stroganov : (1847-1847)[3].

## Biographie

### Jeunesse et adolescence
Issu d'une famille de la noblesse russe, mais surtout d'une famille la plus fortunée du pays, grâce aux mines de l'Oural, le jeune Alexandre Grigorievitch reçut une excellente éducation au palais Stroganov. De 1810 à 1812, il étudia au Corps des ingénieurs des voies de communications,.

### Carrière militaire
Il incorpora à l'âge de seize ans en tant qu'officier l'Armée impériale de Russie comme chef de brigade d'artillerie de la Garde impériale. Il se distingua lors du repli de l’armée napoléonienne de Moscou jusqu’en France. Il fut engagé dans certaines batailles de la guerre de la Sixième Coalition : batailles de Dresde (26 août et 27 août 1813), Kulm (30 août 1813), Leipzig (16 octobre au 19 octobre 1813). Pendant la Campagne de France, il prit part à la bataille de Paris (30 mars 1814). À l'issue de ces campagnes militaires, il reçut l'ordre de Saint-Vladimir (4e classe  - 1814, l'ordre impérial de Léopold(1814)
En 1820, toujours en service dans une brigade d'artillerie de la Garde impériale, il fut promu capitaine. En 1825, il reçut une nouvelle promotion, celle de lieutenant-colonel. Il remplit diverses missions pour l'empereur de Russie (diplomatiques entre autres). En 1829, il rejoignit en tant que colonel le régiment Préobrajensky. Nicolas Ier le nomma aide-de-camp de Sa Majesté Impériale. La même année, il reçut l'ordre de Sainte-Anne (2e classe).
Lors de l'insurrection des Polonais, il participa à la répression de la population et de son armée. Après la prise de Varsovie en 1831, il siégea en qualité de membre du Comité du Royaume de Pologne et dirigea les affaires intérieures et policières du royaume. En octobre de la même année, élevé au grade d'adjudant-général, il fut nommé à la suite de Sa Majesté.
En janvier 1834, il occupa le poste de vice-ministre de l'Intérieur. Quelques mois plus tard, en décembre 1834, il fut élevé au grade d'adjudant-général. En 1835, le roi de Grèce, Othon Ier lui décerna l'ordre du Sauveur (1re classe). De novembre 1836 à 1839, il occupa les fonctions de gouverneur-général de Poltava, Kharkov et Tchernigov. En 1836, l'ordre de Saint-Georges (4e classe) lui fut accordé. En mars 1839, le tsar lui confia le porte-feuille de ministre de l'Intérieur; il occupa ce poste jusqu'en septembre 1841. De plus, il présida un certain nombre de comités et commissions, dont le Comité de réforme de la région transcaucasienne. En 1841, il obtint deux nouvelles distinctions  : l'ordre de Saint-Vladimir (2e classe), l'ordre du Lion néerlandais.
En 1849, élevé au grade de lieutenant-général, il entra au Conseil d'État; en outre, Guillaume II des Pays-Bas lui remis l'ordre militaire de Guillaume et l'ordre de la Couronne de chêne.
De 1854 à 1855, il occupa le poste d'inspecteur de l'artillerie de réserve. En 1850, une nouvelle distinction lui fut décernée : l'ordre de l'Aigle blanc. Pendant la guerre de Crimée, il remplit les fonctions de gouverneur militaire de Saint-Pétersbourg (1854-1855) et de membre du Conseil du Département militaire d'État. En 1855, l'ordre de Saint-Alexandre Nevski lui fut décerné. En 1857, l'Empire ottoman l'honora de l'ordre du Médjidié. De 1855 à 1864, il fut nommé gouverneur général de Nouvelle Russie et de Bessarabie. En 1862, il obtint l'ordre de Saint-Vladimir (1re classe). En 1865, il lui fut décerné l'ordre Pour le Mérite (avec couronne).

### Citoyen d'honneur d'Odessa

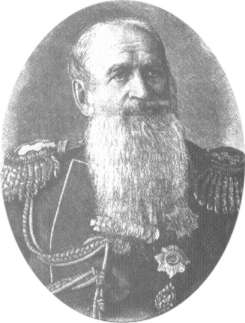
Le comte Alexandre Grigorievitch Stroganov

Le 11 juillet 1862, le comte Stroganov reçut le titre de citoyen d'honneur de la ville d'Odessa.
Quelques mois avant la fin de la Guerre de Crimée, il fut nommé gouverneur général d'Odessa, poste qu'il occupa de 1855 à 1862.
Entre 1858  et 1861, il adressa un rapport à l'empereur dans lequel il lui décrit la Nouvelle Russie. Il préconisait une modernisation de la gestion publique dans les villes. Sa demande sur "l'administration publique d'Odessa" fut acceptée par le tsar, et servit de modèle pour la réglementation des villes d'Europe occidentale.
Contrairement à Poutiatine et à certains administrateurs qui considéraient que les villes portuaires n'étaient pas destinées à recevoir des universités, le comte fut un partisan acharné de la construction d'universités dans les grandes villes. En Lors de la visite du tsar Alexandre II en 1861, le comte persuada l'empereur de réorganiser le lycée Richelieu en université impériale de Nouvelle-Russie (aujourd'hui Université nationale Ilia Ilitch Metchnikov) . Elle ouvrit ses portes en 1865.
En 1851, les citoyens de la ville l'élurent maire d'Odessa, (il fut le premier maire de cette ville de Nouvelle Russie). Il mena différentes réformes : afin de développer le commerce et d'acheminer les troupes et le matériel de l'armée impériale, il fit construire une voie de chemin de fer et une gare. Pour mener à bien ce projet, Alexandre II le nomma président du Comité de la construction ferroviaire. Il fit construire des ponts, dota la ville d'un nouveau réseau d'eau, les rues d'Odessa furent équipées de gaz d'éclairage et furent également pavées.
En 1858, le comte proposa au ministre de l'Intérieur, Sergueï Stepanovitch Lanskoï d'accorder au citoyens juifs « les mêmes droits que les peuples autochtones » de la Russie impériale. Il désirait en effet abolir le statut discriminatoire concernant le peuple juif. Ces lois décrétées par Catherine II de Russie interdisaient aux Juifs de résider aux frontières de l'Empire, dans certaines régions et certaines villes, comme la Nouvelle-Russie. Le comte Stroganov considérait que ces interdictions constituaient un véritable danger pour la Russie impériale. Ses propositions restèrent lettre morte.
En 1860, il invita à Odessa l'économiste belge Gustave de Molinari. Ce dernier donna des conférences sur le thème des bienfaits d'un travail effectué librement contrairement à celui effectué sous la contrainte du servage. Ces échanges aboutirent à la promulgation de l'oukase du 19 février 1861 donnant la liberté personnelle aux serfs.
Pendant vingt-et-un ans, il occupa les fonctions de président de la Société impériale d'histoire et d'antiquité et dirigea également la Société d'agriculture de la Russie méridionale.
En 1862, le comte se retira de la vie publique, mais continua à résider dans la ville. En 1882, il obtint la plus haute distinction de l'Empire russe : l'ordre de Saint-André.
Il légua à l'université de Tomsk[Laquelle ?] sa bibliothèque riche de deux siècles d'ouvrages acquis par les comtes et les barons de la famille Stroganoff. La recette culinaire du bœuf Stroganov porte son nom.
Il était connu pour son avarice personnelle dans son vieil âge et refusa de verser un kopeck pour l'érection du buste de Pouchkine à Odessa.

### Décès et inhumation
Le comte Alexandre Grigorievitch Stroganov décéda le 2 août 1891 à Odessa. Il fut inhumé au vieux cimetière d'Odessa. Sur ordre de Staline, le cimetière fut détruit en 1937.